# 35 East Wacker (Chicago)
Le 35 East Wacker (autrefois appelé Jewelers Building) est un bâtiment historique de style néo-classique culminant à 159 mètres de haut et comportant 40 étages situé au 35 East Wacker Drive dans le secteur financier du Loop à Chicago, dans l'État de l'Illinois, aux États-Unis.
Situé en bordure de la rivière Chicago sur 35 East Wacker et à l'intersection de Wabash Avenue, il a été construit de 1925 à 1927 et a été conçu par l'architecte Frederick P. Dinkelberg,. Au moment de son achèvement en 1927, c'était le plus haut bâtiment du monde en dehors de New York,.
Le 35 East Wacker se trouve dans le district historique de Michigan–Wacker Historic District, à proximité du London Guarantee Building, de la Mather Tower, du Kemper Building et du Old Dearborn Bank Building.

## Description

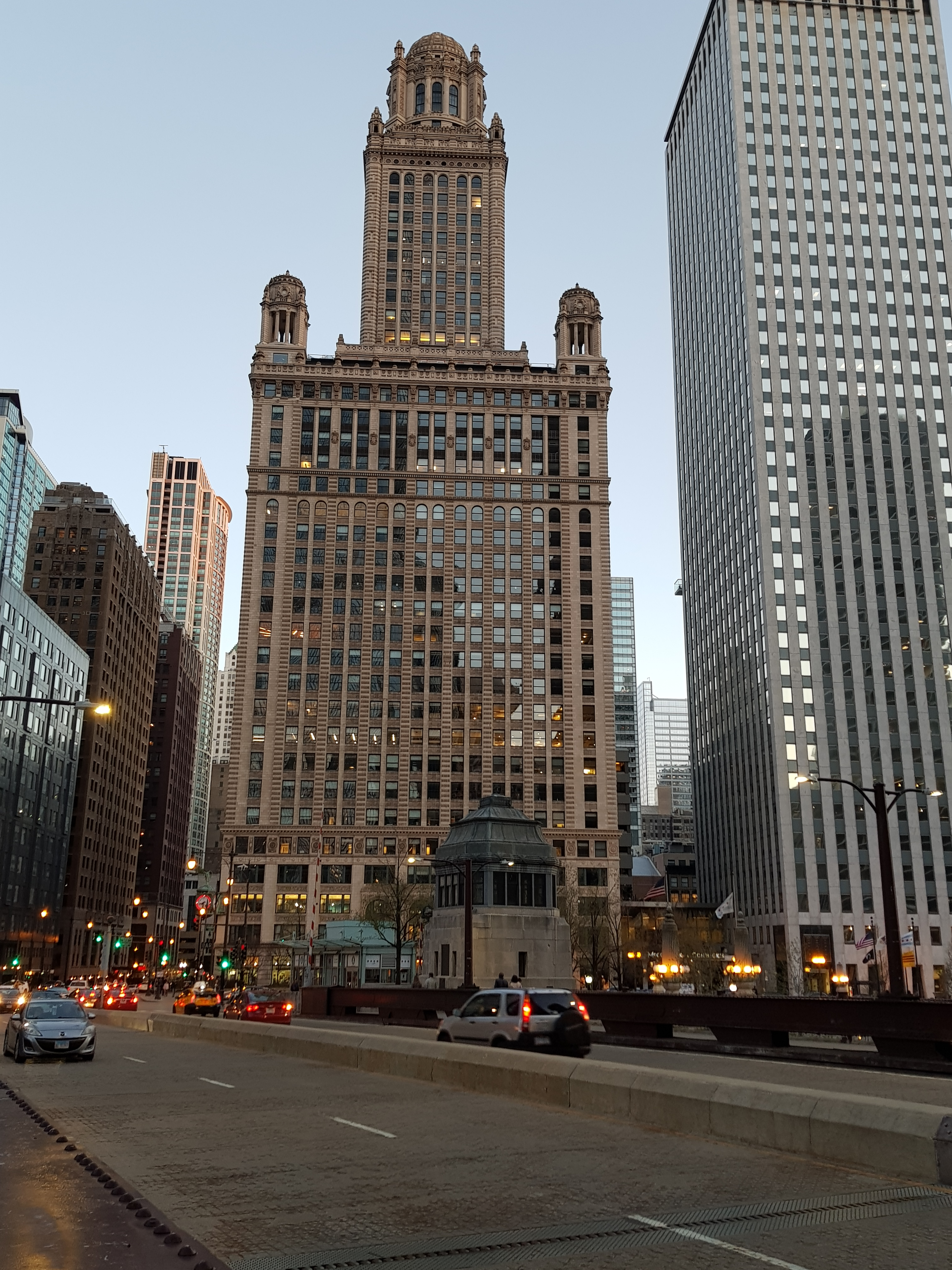
Au crépuscule.

Le 35 East Wacker était autrefois considéré comme le bâtiment le plus imposant et le plus haut en dehors de la ville de New York. Le 35 East Wacker a été classé en 1978 comme étant l'un des bâtiments les plus prestigieux du quartier historique de Michigan–Wacker Historic District sur le Registre national des lieux historiques (National Register of Historic Places) et a été désigné Chicago Landmark (CL) le 9 février 1994 par la ville de Chicago,.
Durant ses 14 premières années, le bâtiment avait 23 étages inférieurs de stationnement de voitures avec un ascenseur, ce qui a facilité des transferts sûrs pour les commerçants de bijoux. Actuellement[Quand ?], la Chambre américano-française de Commerce à Chicago y occupe des bureaux, et le dôme, qui était à l'origine un restaurant, accueille la salle d'exposition de l'architecte Helmut Jahn.
Le bâtiment est actuellement en rénovation, la façade étant maintenue, et l'intérieur a été restauré pour présenter une configuration plus moderne. Ce projet de rénovation de la ville de Chicago a été reconnu et récompensé par l'American Institute of Architects.

## Dans la culture populaire
L'immeuble figure dans des scènes des films Batman Begins (2005) et Transformers 3 : La Face cachée de la Lune (2011).

## Galerie

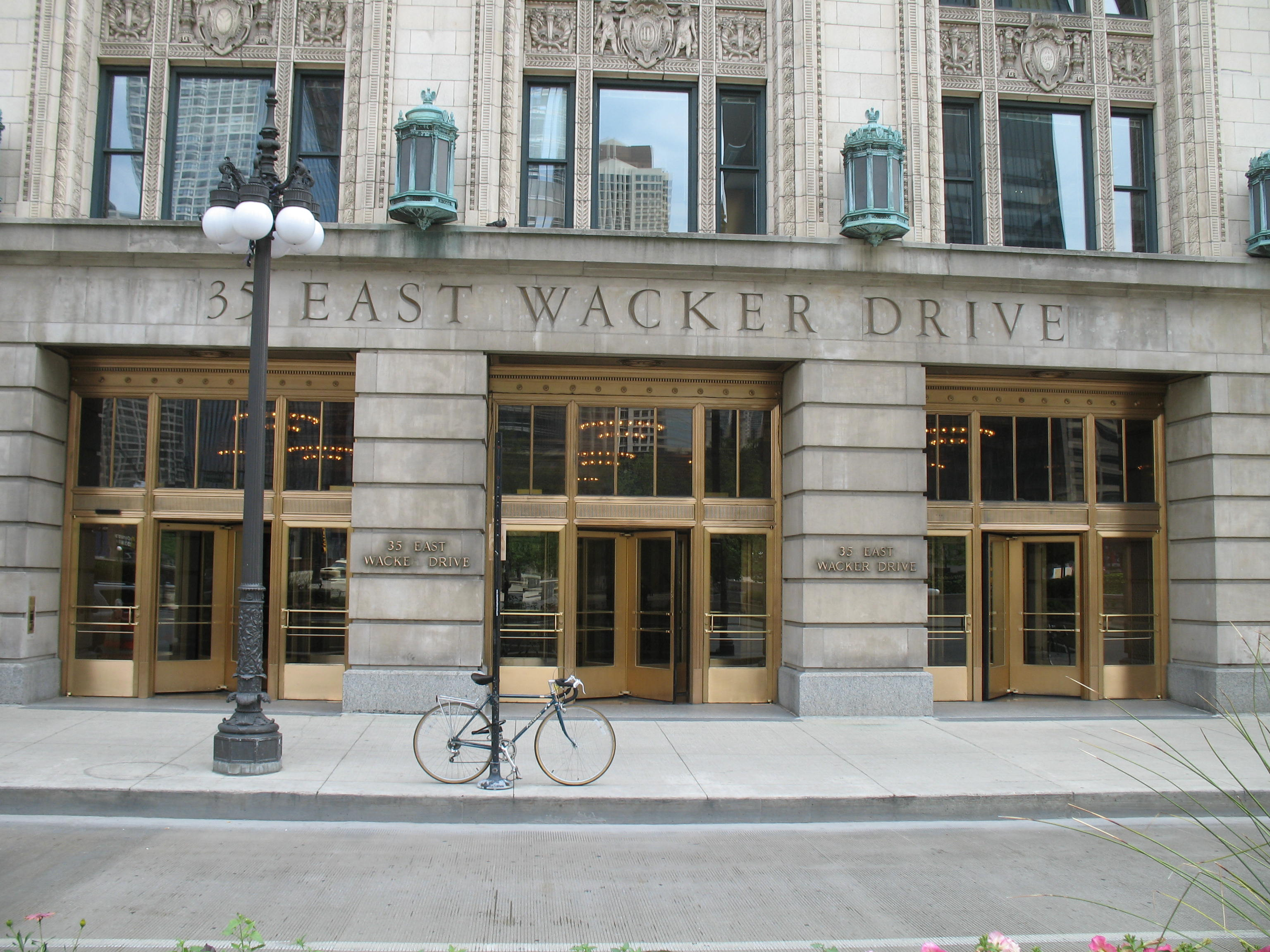
Entrée.
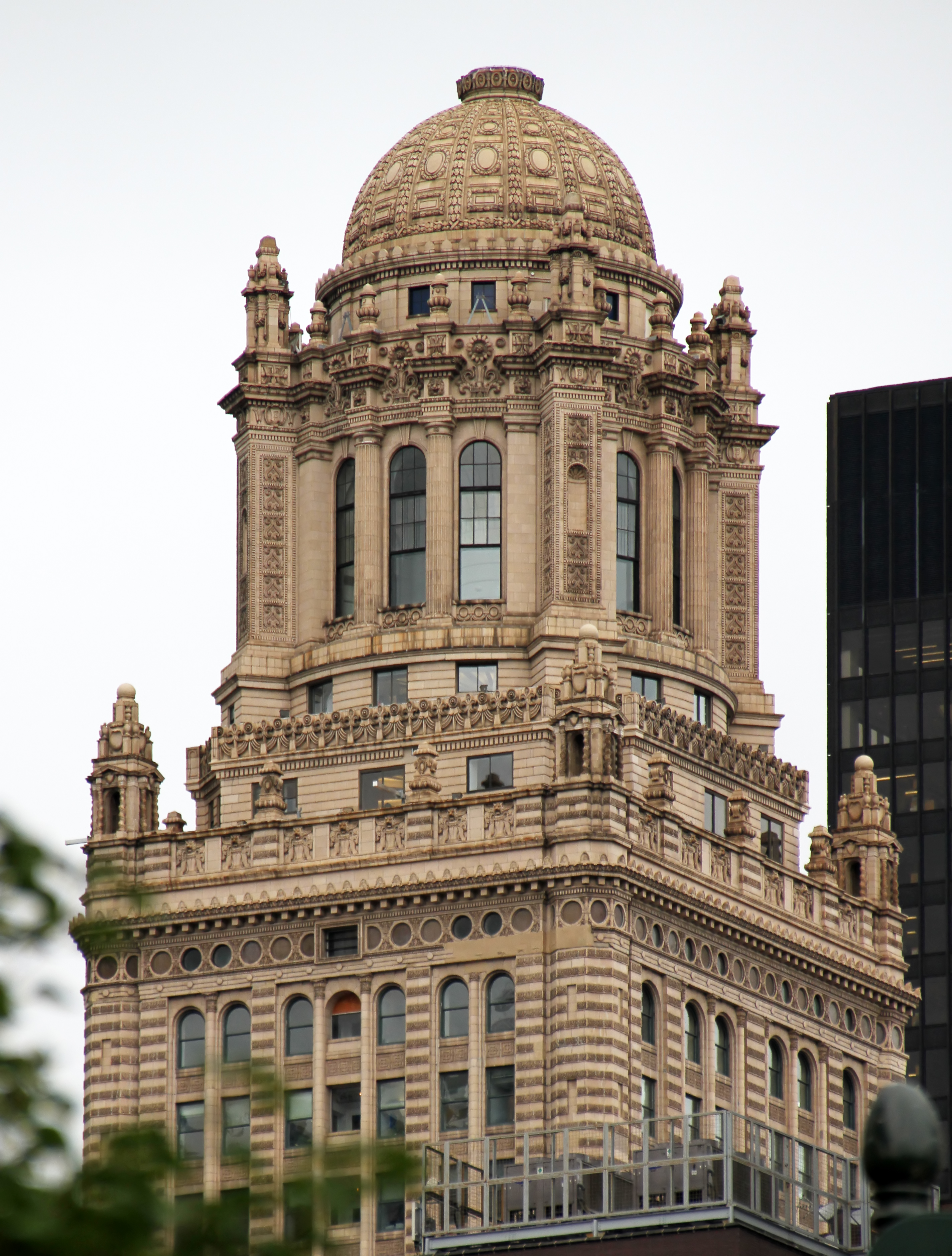
Sommet du bâtiment.
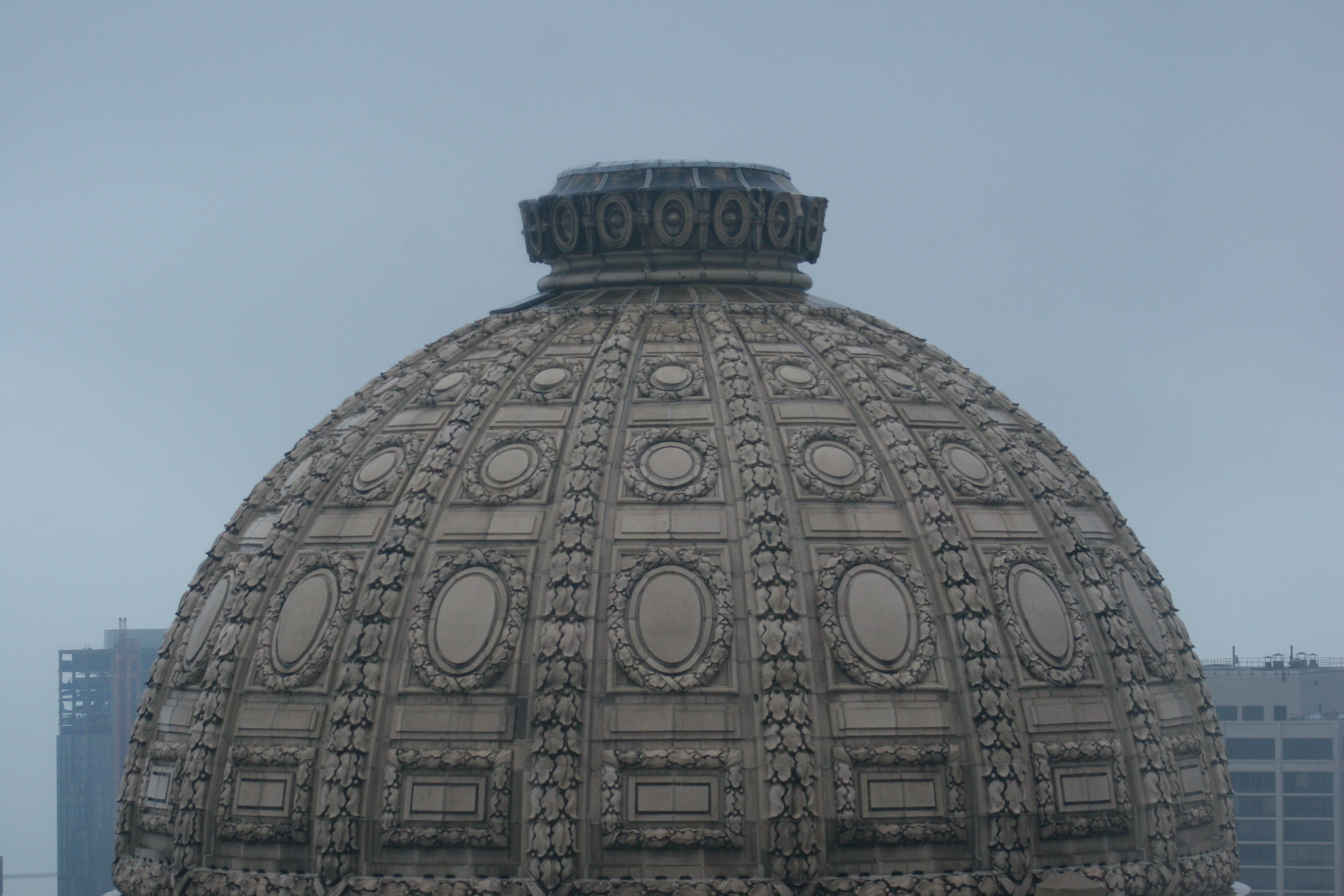
Dôme.